# Bourguignon-lès-Morey
Bourguignon-lès-Morey är en kommun i departementet Haute-Saône i regionen Bourgogne-Franche-Comté i östra Frankrike. Kommunen ligger i kantonen Vitrey-sur-Mance som tillhör arrondissementet Vesoul. År 2022 hade Bourguignon-lès-Morey 45 invånare.

## Befolkningsutveckling
Antalet invånare i kommunen Bourguignon-lès-Morey
| Referens: INSEE |